# 七月柱
七月柱（法語：Colonne de Juillet）是一座位於法國巴黎巴士底廣場上的高柱，建於1835年至1840年間，以紀念1830年法國七月革命，該革命曾推翻了查理十世的統治，結束复辟王朝而建立了七月王朝，由路易-菲利普一世繼位成為法國國王。
在柱子底部的一塊銘牌上則寫著：

為了紀念法國公民在1830年7月27日、28日和29日的著名事件中為捍衛公共自由而武裝和戰鬥的榮耀，敬獻給法國公民。

柱身上刻有1830年七月革命期間死亡的受害者名字，柱頂上飾有由奧古斯特·杜蒙創作的黃銅雕塑作品「自由之神」。該高柱是建在一個墓地之上，以紀念在七月革命中喪生的人們。

## 沿革
七月柱所在的區域曾經歷幾次改變及利用，早先在恐怖時期的第二年的牧月，斷頭台從革命廣場（現在的協和廣場）搬到了巴士底狱的荒地上進行處刑。但經當地居民抗議後，該斷頭台只運作了三天，但仍造成75人受刑而死亡。之後，斷頭台被遷移到王座廣場（即民族广场）。

### 再生之泉
自1792年6月16日起，人們就決定將巴士底獄改造為一個名為「自由廣場」的地方，並在此地建立一座紀念性柱子。但在此之前，人們首先在此處建造了「再生之泉」。這座噴泉於1793年8月10日竣工，成為了慶祝共和國「統一和不可分割」的活動中心。這場革命慶典由雅克-路易·大衛組織，马里-让·埃罗·德·塞谢勒設計，是所有革命慶典中最重要的一環。国民公会撥出了200萬預算用於此活動。遊行的路線上設有五個象徵革命的「站點」，從戰神廣場出發，經過協和廣場，最終到達巴士底獄。
再生之泉是為了紀念八月十日事件而建。採用埃及式噴泉型式設計，噴泉的雕像形象為一隻母羊，從兩個乳頭噴出水而落入池中。這座噴泉歸功於新古典主義畫家和雕塑家雅克-路易·大衛的設計。

### 拿破崙之象
帝國時期，政府有計劃在巴士底廣場上建造一座大型噴泉，用來供給巴黎居民所需的飲用水，水源則來自當時正在進行的烏爾克運河的工程。人們最初曾規劃在廣場的噴泉上方，建造一尊青銅古代軍用大象的雕塑。若該雕塑完成，那麼大象的尺寸共16公尺長、15公尺高（在噴泉基座上24公尺）。
大象雕塑基座的第一塊石頭是在1808年12月2日由內政部長放置，以慶祝拿破崙一世加冕的四週年紀念日。規劃上，螺旋形樓梯的設計能夠人們進入大象內部，到達一個設有觀景平台的頂部。讓·安托萬·阿拉沃萬隨後接手了建築師雅克·塞萊里耶的工作完成噴泉的基座設計，更成為了七月柱現在的基地。隨後，他在廣場南部立起了一座真人大小的木製石膏模型，一直保存到1846年。 
由於帝國後期財政緊縮，這件永久性青銅雕塑從未正式製作。

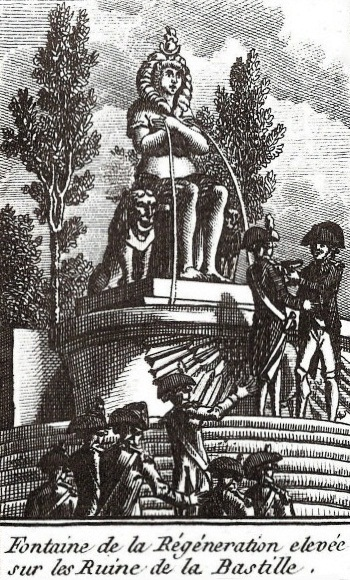
再生之泉
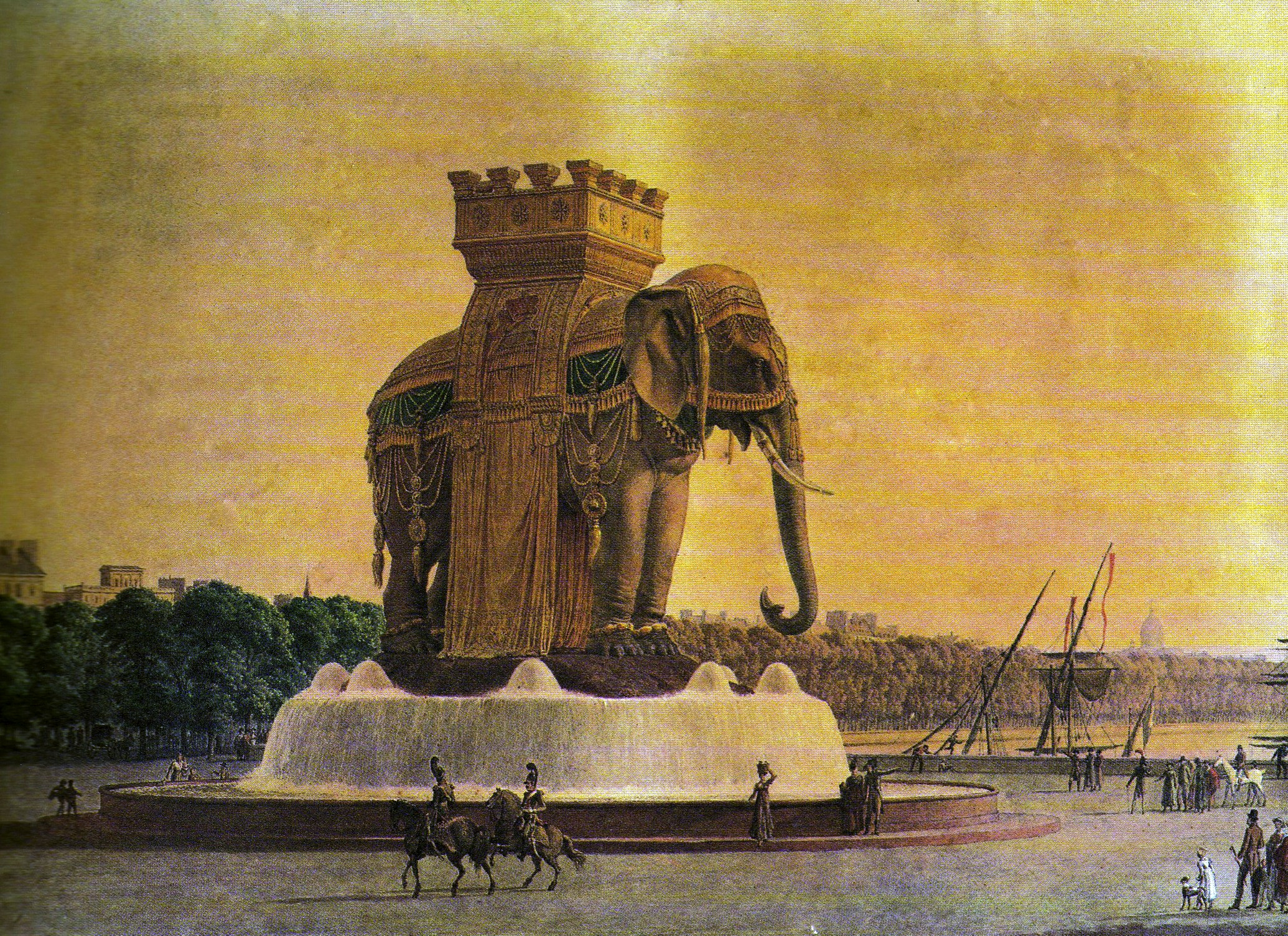
拿破崙之象的模擬設計圖
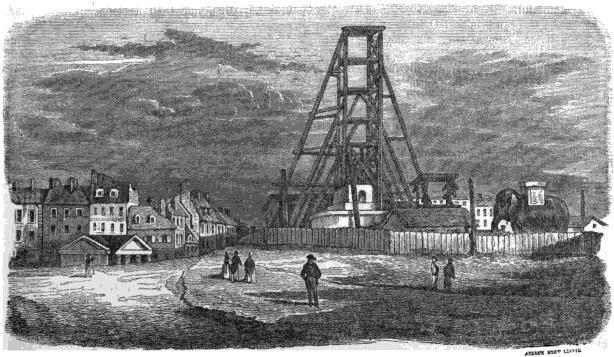
興建的七月柱，1837年
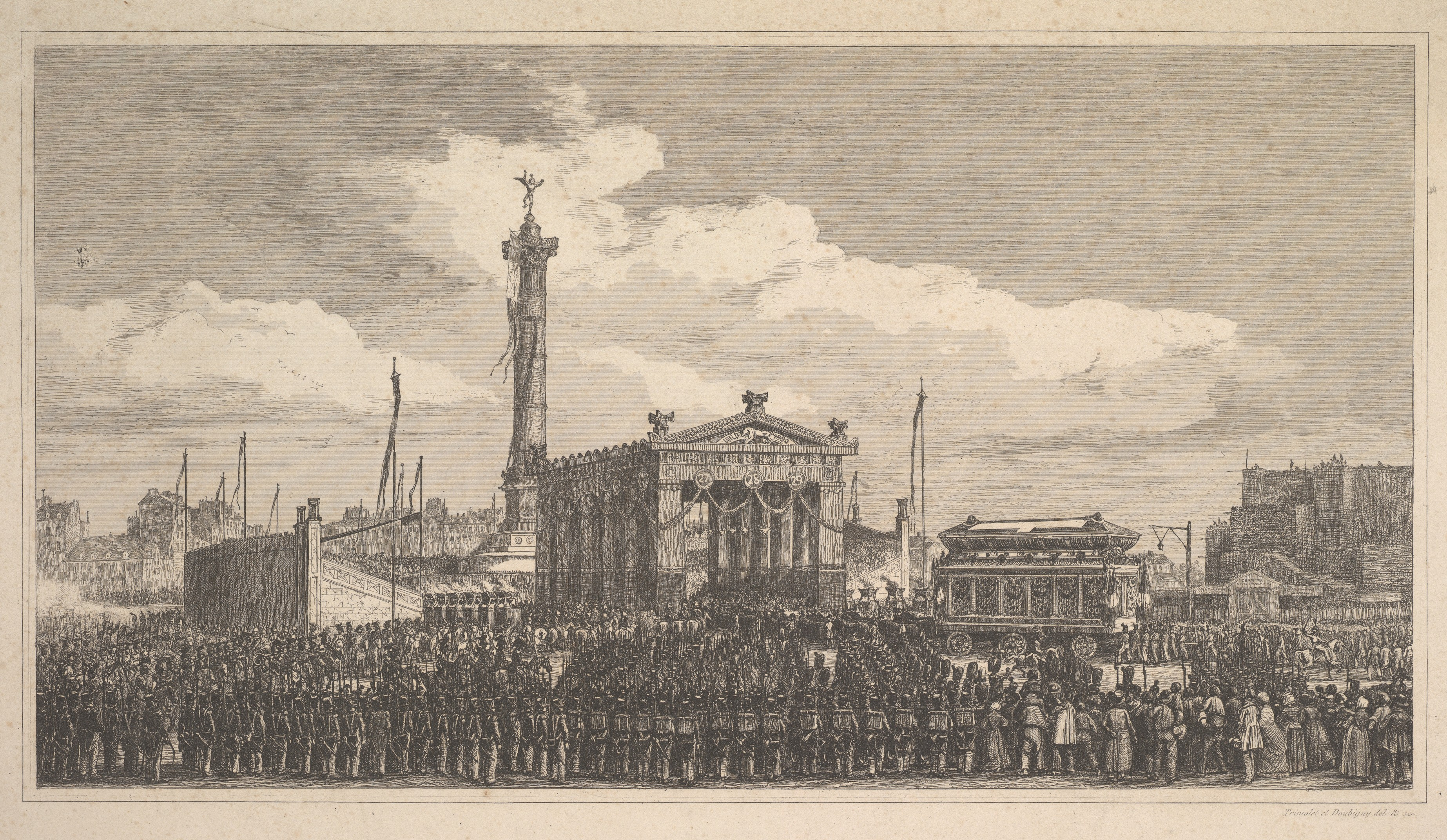
七月柱的落成典禮，1840年。

### 七月柱的建造

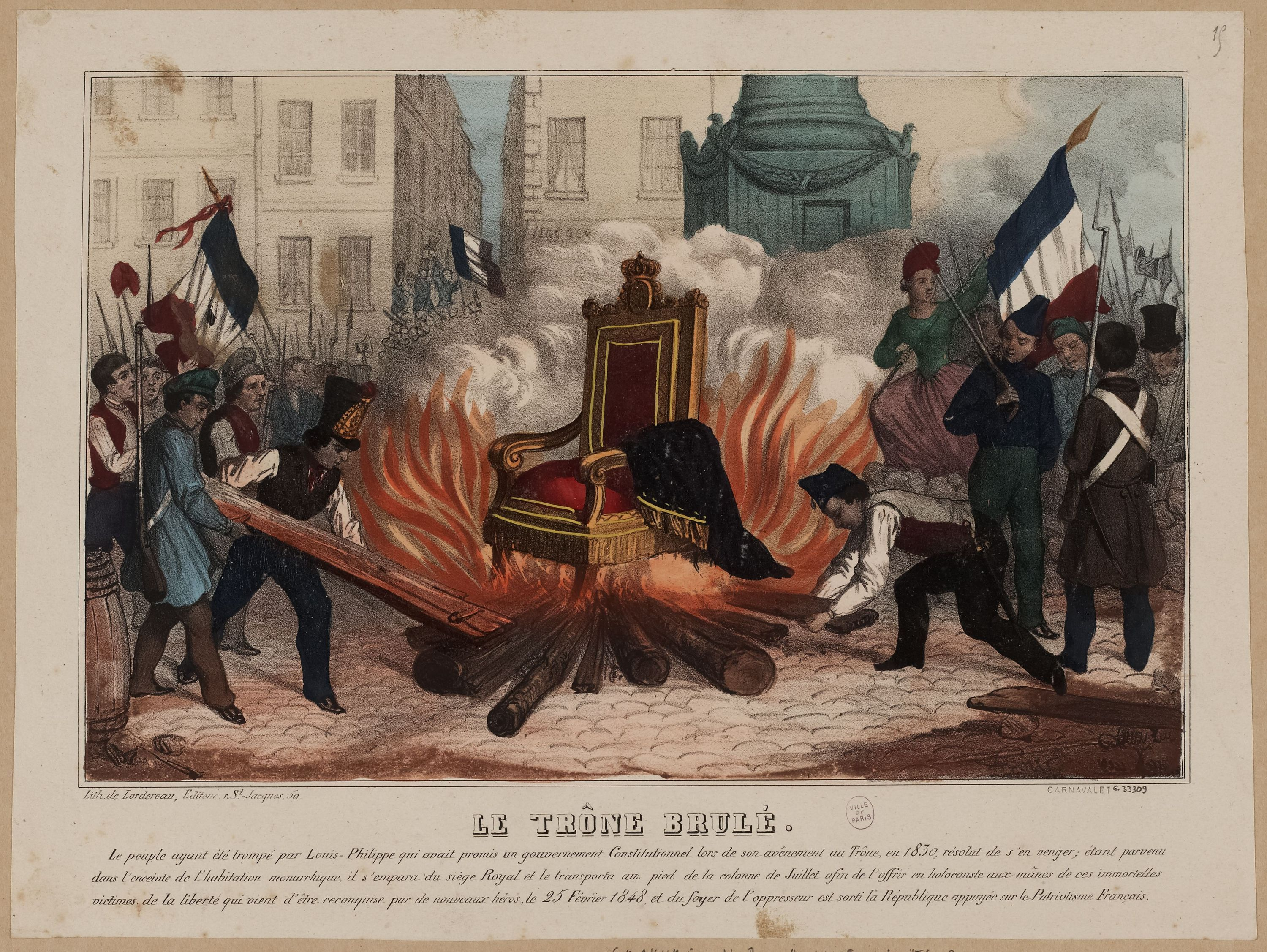
1848年2月25日，路易-菲利普的寶座在巴士底廣場被燒毀。

1831年7月6日，根據王室令下令，巴士底廣場將興建一座紀念三日革命受害者的紀念碑。路易·菲利普對此在7月27日表示該用意為慶祝「三日革命」的榮耀，並親自奠定了紀念碑的第一塊石頭。
七月柱的設計靈感來自於图拉真柱，由建築師讓·安托萬·阿拉沃萬設計。工程直到1835年才開始，隨後才開始進行鑄造銅製零件。1839年，建築師約瑟夫-路易·迪克完成了柱子的裝飾工作，柱子最後1840年完成以慶祝三日革命10週年。
在結構上，七月柱實為科林斯式柱，基座裝飾刻有銘文、棕櫚樹、不凋花冠、橡樹枝、城市的武器、法國公雞和獅子等象徵性符號。在三個部分組成的柱身上則採用金字刻著受害者的名字。柱頂支撐著一尊自由之神的雕像，該雕像手持火炬，另一隻手持打破的鎖鏈，展開翅膀。遊客若到達頂端共需要爬240級台階。紀念碑所用的全部青銅重量為179,500公斤，從地面到雕像手中的火炬的高度距離則為50.33公尺。地下則設有納骨塔。
為慶祝落成的日子，法國政府曾決定隆重埋葬1830年革命人們的遺體。內政部長夏尔·德·雷米萨委託埃克托·柏辽兹創作了《葬禮與凱旋交響曲》。當時，身著国民自卫军制服的柏辽兹親自指揮了由200名樂手組成的大型軍樂隊為隨行人員演奏。為了紀念這個場合，讓-皮埃爾·蒙塔尼和弗朗索瓦·奧古斯丁·考諾瓦斯曾分別鑄造了紀念獎章。
1848年月25日，1848年革命期間，路易-菲利普一世逃跑後，巴黎人將他從杜樂麗花園運送到七月柱底下的巴士底獄，他的寶座在巴士底廣場被燒毀。

### 巴黎公社

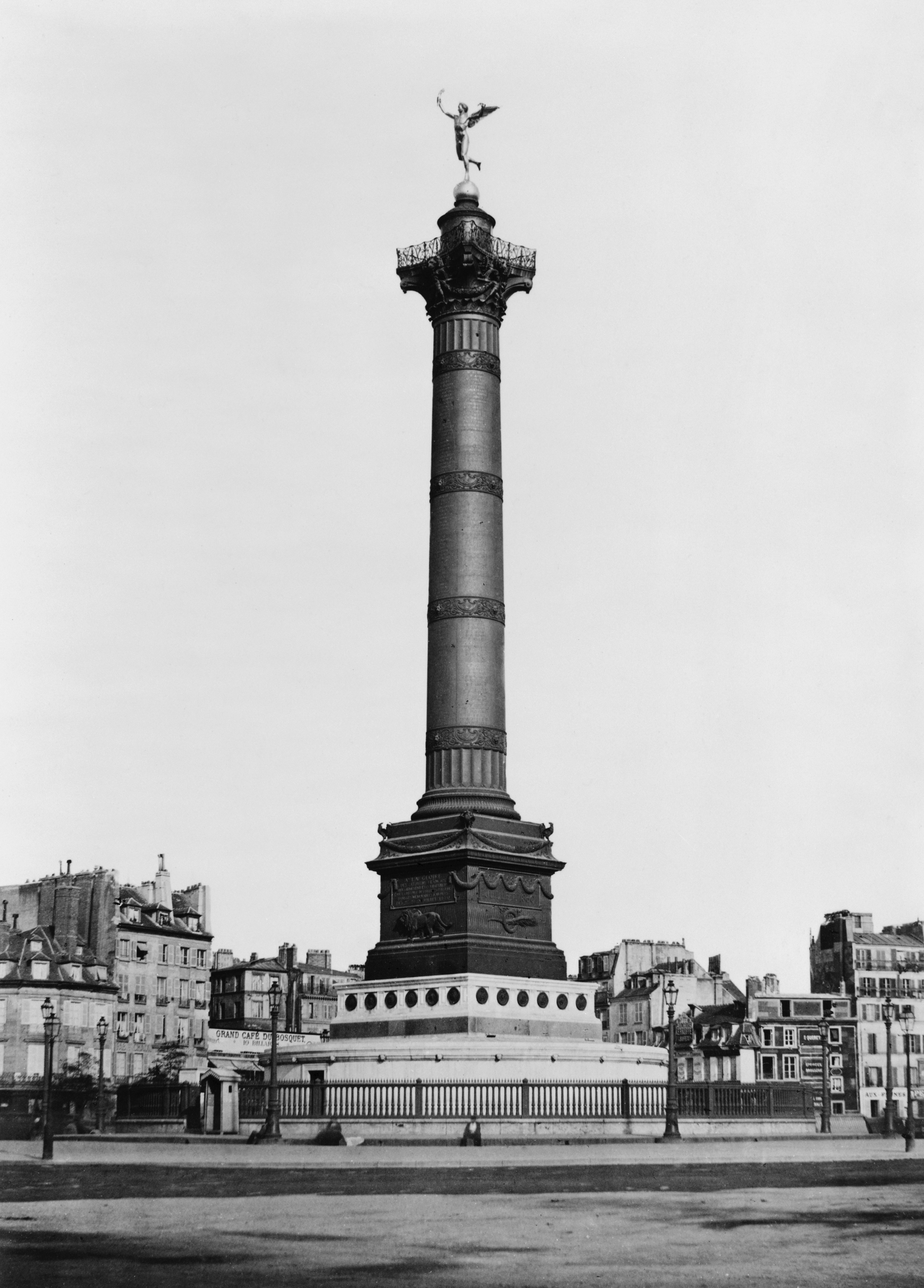
19世紀後期的七月柱

1870年9月至1871年1月底的巴黎围城战期間，巴士底廣場及其紀念柱一直是巴黎共和派的重要象徵。在1871年2月24日、25日和26日，當國防政府與奥托·冯·俾斯麦簽署強制性停火協議時，激化了巴黎社會各界的不滿情緒，共有約數千名國民自衛軍聚集在廣場，以紀念過去1848年法國二月革命及第二共和國的成立。由於紀念柱在共和黨符號學中的地位非常重要，以至成為1871年2月26日一起血腥事件的關鍵地點。當時，治安警察局長貝爾納丹·文森齊尼（Bernardin Vincenzini）也在巴士底廣場參加了慶祝活動，然而由於被視為一種挑釁行為，他遭到民眾的襲擊並被淹死。
3月18日之後，隨著2月28日經由選舉產生的巴黎公社的建立，七月柱和其廣場仍然被視為「巴黎人民之心」，那經常聚集著聯邦國民警衛隊和市民武裝部隊們的聚會或遊行地點，後來，該地區成為由阿道夫·梯也爾領導的政府軍隊，在「流血周」期間頑強鎮壓抵抗民眾的戰略重點之一。
事件發生後，一些「凡爾賽派」的作家曾試圖詆毀聯邦軍的行動，以及更普遍地貶低共和黨支持者的行動。這場激烈的爭辯持久地影響了19世紀法國最後一次革命事件的觀點。
部分人士曾強烈懷疑巴黎起義者曾試圖摧毀這座柱子。這些說法被一些歷史學家及評論家，如亨利·吉耶曼（Henri Guillemin）和羅杭·德奇引用，他們則認為部分起義者試圖從蒙馬特的高處發射砲彈，有意打擊這座「共和國的祭壇」。最近的文獻則證實了該場破壞嘗試的存在（尤其是在巴黎消防隊檔案），即通過在圣马丁运河運輸裝滿燃料和爆炸物的駁船，在基座下方進行爆破，然而此次操作只是將柱子放置的骨灰燒掉了。

### 近代
1926年，七月柱首次列入法國歷史古蹟名單，並於1995年9月29日被列為法国历史遗迹。其範圍包括圓柱本身，以及地下佈置、底座、柵欄網格和相鄰的入口亭子。
2018年開始，作為巴士底廣場重建的一部分，七月柱進行修復工程，整體工事將於2021年10月23日完成。遊客參觀其地下室，探索其墓地，但是，出於安全原因，240級樓梯和柱頂平台仍然不對公眾開放。

## 設計

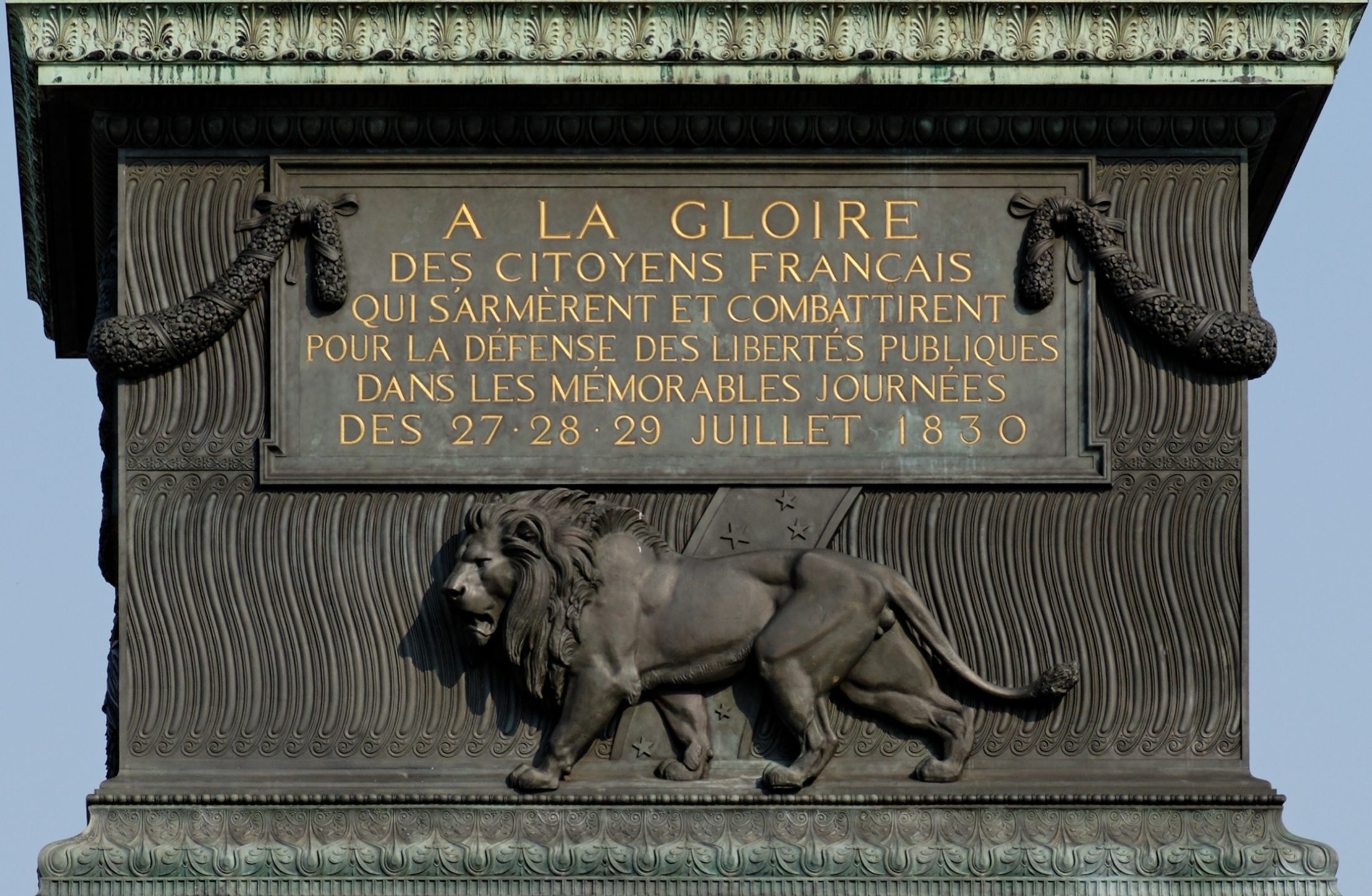
七月柱銘文及獅子
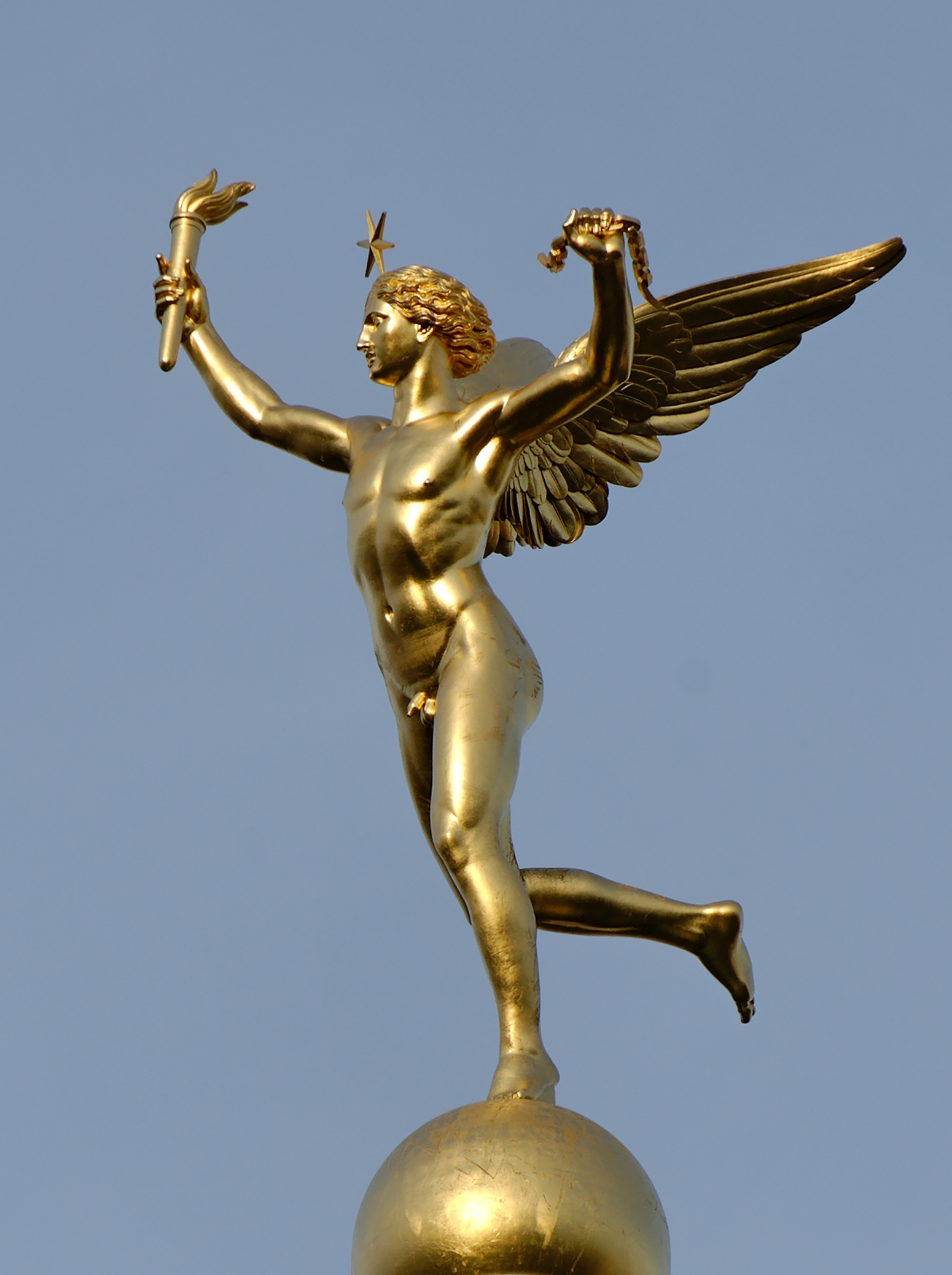
自由之神
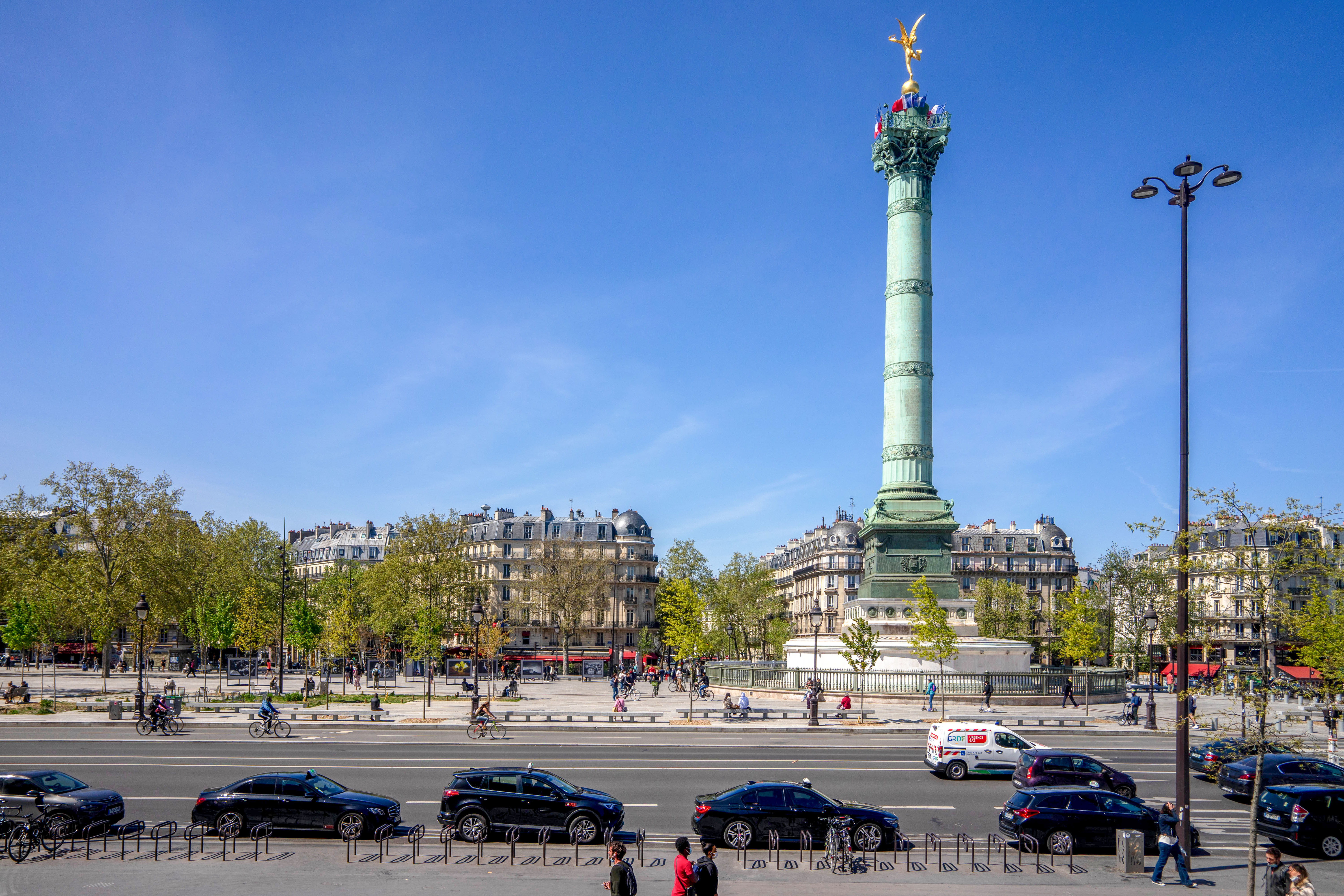
七月柱，2021年
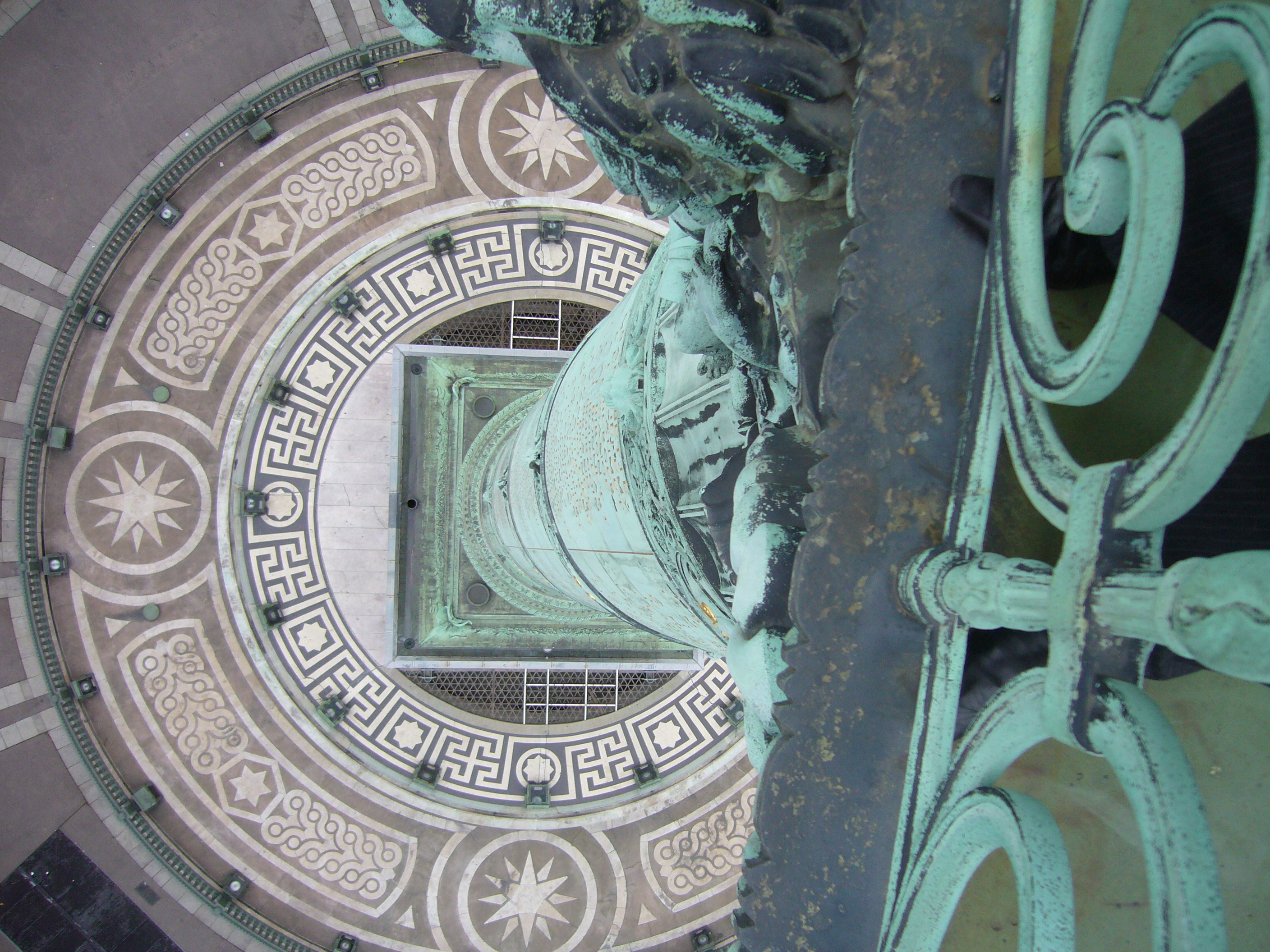
從七月柱俯瞰廣場。

七月柱高50.52公尺，包括橫跨聖馬丁運河的整個結構。該柱子的穹頂式拱門原本是為大象噴泉而建，結構內部設有古老建造管道的墓穴，現在用來安置1830年七月革命中從因凡特花園（Jardin de l'Infante）轉移而來的504名死者遺骸，還有大約200名1848年革命的遺體。
此外，當初法國於埃及和敘利亞的征戰所帶回的木乃伊，一度存放在羅浮宮的地下室裡，由於受到環境影響而腐爛，部分木乃伊因而被安葬在國家圖書館的花園裡。這些木乃伊和1830年革命的叛軍屍體被錯誤地轉移到了同一地方，即七月柱安葬，目前木乃伊仍安息在七月柱下方。
七月柱一共有三個底座。第一個底座是紅色大理石，為圓形狀；第二個底座是圓形的白色大理石，高3公尺。在紀念碑的簷口設有24個獅子頭，該雕像則張開嘴巴，具有排放雨水之功能。第三個底座是方形以白色大理石製成，上面有24個圓形飾章，代表著七月十字勳章、美杜莎的頭像、1830年憲章和正义女神的銀秤。
柱基為銅製，頂部有四只高卢雄鸡放在角落處，還有一尊安托萬-路易·巴耶創作的獅子雕像。
七月柱的主體由21個圓柱形的筒節組成，高度為23公尺，由青銅製成。四個圈套將柱身分為三個部分，象徵七月革命的三個輝煌時期，上面刻有504名犧牲者的名字。在這些圈套上有16個獅頭，照亮了柱子的內部。柱頭採用複合式的，每個底座的中間都有一個獅頭，頂部是裝飾了籃子的小天使。柱字底部的欄杆環繞著一個小塔樓，上面有一個球體，上面則擺放著由奧古斯特·杜蒙創作，奧古斯丁-亞歷山大·迪蒙製作的黃銅雕塑作品「自由之神」雕像。該雕像被視為「自由翱翔，打破枷鎖，散布光明」的代表。他赤身裸體，左腳踏在球上、右腿抬起、展開翅膀，頭上戴著一顆星星。左手拿著一條斷鏈，右手拿著代表文明的火炬。
古斯塔夫·福樓拜在《情感教育》一書中，將這座雕像比作一顆閃耀在東方的大金星。

## 軼事

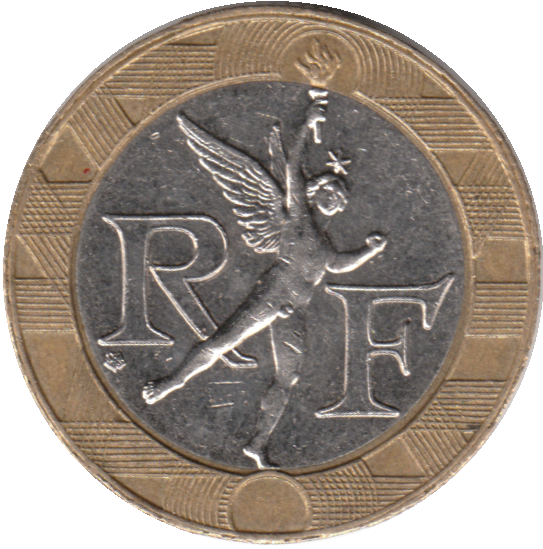
十法郎硬幣的自由之神。

- 自由之神原作實際於1833年完成，比委託奧古斯丁-亞歷山大·迪蒙（英语：Augustin-Alexandre_Dumont）製作的七月柱版本還要更早。這個半身的石膏雕塑現在在欧苏瓦地区瑟米尔的博物館展出[12]。一個自由之神的複製品在羅浮宮展出，是根據藝術家於1885年逝世後的石膏模型鑄造而成。[13]

- 在墨西哥，為了慶祝庆祝墨西哥独立战争一百周年，於1910年在墨西哥城建造了独立纪念柱，成为該城市庆典和抗议活动的中心。它幾乎是七月柱的複製品，頂部裝飾著被稱為「獨立天使」，與自由之神完全相似的雕像。
- 1988年至2001年發行的10法郎硬幣巴士底獄型（英语：Pièce_de_10_francs_Génie_de_la_Bastille）以七月柱的自由之神為主題。[14]

- 七月柱落成一年後，第一個自殺者就從柱子上跳下（1841年）。1887年4月20日，21歲的L·布羅赫（L. Broch）從柱子上跳下並死亡。[15]

## 在流行文化中

### 文學
- 在维克多·雨果的《悲惨世界》中，一位熱心參與革命的小男孩加夫洛許住在巴士底獄中。並簡要提及到了七月柱。
- 在約翰·迪沃（法语：Jean_Diwo）的《巴士底獄之精靈》中，曾講述了巴士底獄的聖安托萬街區在竪立七月柱時代的故事。他讓他的角色成為七月柱建造的見證人，並廣泛評論了其歷史背景。

### 電影
- 1973年電影《賣命合約》中有一個場景，描繪著路易斯·馬爾蒂內和加利波家族在1949年登上七月柱頂部的陽台。這個通道現在不對公眾開放。
- 在塞德里克·克拉皮什（英语：Cédric_Klapisch）的《每個人都在找自己的貓（法语：Chacun_cherche_son_chat）》的噩夢場景中，女主角來到了七月柱的頂部。
- 在謝帕德·費爾雷（英语：Shepard_Fairey）出演的電影《画廊外的天赋》中的巴黎拼貼畫場景中，七月柱出現了，這使得藝術家的作品地點能夠被確定。
- 克里斯托夫·奥诺雷的電影《巴黎小情歌（法语：Les Chansons d'amour）》中包含一首由亞歷克斯·波恩（法语：Alex_Beaupain）演唱的歌曲《巴士底獄》，描述自由之神在巴黎雨中的場景。

## 外部連結
- Official website （页面存档备份，存于）
- (Insecula) Images of the Column
- Génie de la Liberté Wikiwix的存檔，存档日期2011-06-28 (Webshots user photo - links to bigger version)